# Епістат
Епістат (дав.-гр. ἐπιστάτης — дослівно «начальник») — назва посадових осіб в Стародавній Греції та елліністичному Єгипті.
Спочатку «епістатами» називали чиновників, які керували громадськими роботами. Після реформ Клісфена 508—507 років до н. е. в Стародавніх Афінах епістатом стали називати формального голову державної ради пританів. Особливість посади полягала в її виборчому характері. Щодня з пританів методом жеребкування обирали епістата. Одна людина не могла займати цю посаду двічі протягом життя. Епістат повинен був протягом дня і ночі перебувати в Толосі, разом з тринадцятьма пританами. Він був хранителем ключів від державної скарбниці та архіву, а також державної печатки.
У різні періоди епістатами називали посадових осіб, котрі виконували адміністративні, політичні, фінансові, судові або військові обов'язки. В елліністичних державах, у тому числі і в Єгипті Птолемеїв, епістатом стали називати чиновника, якому басилевс доручав управління містом чи провінцією.